# 禁秘抄
『禁秘抄』（きんぴしょう）は、第84代順徳天皇自身の手による有職故実の解説書である。現存するのは、上下二巻の体裁をとっているが本来三部構成であることから三巻であったとされる。成立は1221年（承久3年）である。『禁中抄』（きんちゅうしょう）・『建暦御記』（けんりゃくぎょき）などの別称もある。

## 概説
作者である順徳天皇（1197年 - 1242年）は、後鳥羽天皇の第三皇子として生れ、年少より学問を好み、和歌にも秀で、『八雲御抄』他、歌集・歌学集を編纂している。『禁秘抄』は朝廷における儀式作法の根源・由来を究め古来よりの慣習を後の世代に残さんとしたもので、本書完成直後に承久の乱を起こしている事でもわかるように、天皇政治復興の情熱がこめられ、次代の皇子に帝王の道を伝えようとしている。
宮中の毎日もしくは毎月の恒例行事の次第を始め、配流や改元などの国家的な行事の作法、宮中の宝物・施設や組織のあり方、公文書の発給手続、天皇として学ぶべき学問・芸術まで天皇が知っておくべき有職故実を解説している。冒頭部分では「およそ禁中作法、まず神事、後に他事」としており、神事を最優先にすることが天皇の務めであると定義している。
順徳らが没落した後の歴代の天皇もこれを尊重するべきものと考えられており、江戸時代の『禁中並公家諸法度』の第一条は本書「諸芸能事」節の内容とほぼ同じである。